# Pictou (municipal county)
Pictou, Municipality of the County of Pictou – jednostka samorządowa (municipal county) w kanadyjskiej prowincji Nowa Szkocja powstała 17 kwietnia 1879 na bazie terenów hrabstwa Pictou. Według spisu powszechnego z 2016 obszar county municipality, składający się z trzech (A, B, C) części (będących jednostkami podziału statystycznego (census subdivision)) to: 2797,25 km² (A: 771,23 km², B: 770,66 km², C: 1255,36 km²), a zamieszkiwało wówczas ten obszar 20 692 osoby (A: 6075 os., B: 6174 os., C: 8443 os.).